# Pio Rajna
Pío Rajna (Sondrio, 8 de julio de 1847 - Florencia, 25 de noviembre de 1930), fue un romanista, dantista e hispanista italiano.
Fundador de la Filología Románica en Italia, siguió los procedimientos histórico-críticos del Positivismo, conocido en Italia como Scuola storica. Fue alumno de Alessandro D'Ancona y Graziadio Isaia Ascoli le llamó, todavía muy joven, en 1874, para enseñar literaturas románicas en la Accademia scientifico-letteraria de Milán; fue profesor de Filología Románica en la Università degli Studi de Milán desde 1879; sus clases allí dieron lugar a su libro La materia e la forma della «Divina Commedia». I mondi oltraterreni nelle letterature classiche e nelle medievali, editado modernamente (Firenze: Le Lettere, 1998). Fue luego profesor ordinario de Lenguas románicas en el Istituto di studi superiori de Florencia desde 1883 y profesor emérito desde 1924. Fue socio correspondiente de la Accademia dei Lincei desde 1887, miembro del Consiglio superiore della pubblica Istruzione (8 de junio de 1893 al 31 de mayo de 1897), socio de la Accademia delle scienze de Turín (9 de abril de 1903), socio nacional de la Accademia dei Lincei (26 de agosto de 1907), miembro de la Accademia della Crusca (30 de abril de 1908) y socio de la Società reale de Nápoles (31 de diciembre de 1914). 

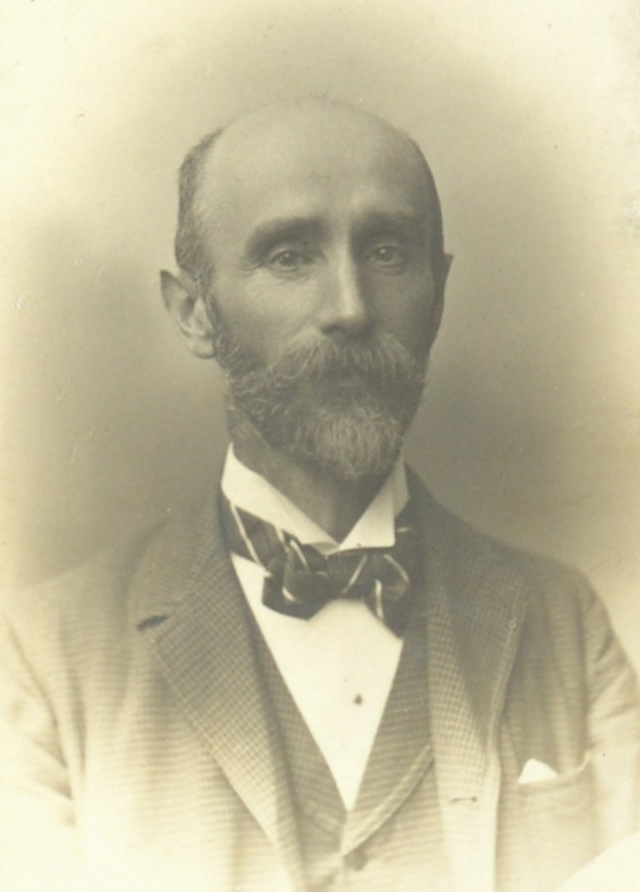
Pio Rajna

Estudió los orígenes de la lengua italiana y las obras de Dante Alighieri y Giovanni Boccaccio. Buena parte de sus publicaciones están dedicadas a la poesía heroica y caballeresca francesa e italiana: Rinaldo di Montalbano (1870), La rota di Roncisvalle (1871), L'Origini dell'epopea francese (1884); en estas obras estudia también el reflejo de estos temas en la épica castellana antigua de asunto carolingio. Son notables también sus Contributi alla storia dell'epopea e dil romanzo (1884-1887). En Le fonti dell' Orlando Furioso (1876, 2.ª ed. en Firenze: G. C. Sansoni, 1900), una de sus obras más importantes, señala la influencia del Amadís de Gaula en Ludovico Ariosto; últimamente se han recogido sus Scritti di filologia e linguistica italiana e romanza (Roma: Salerno, 1998). Colaboró asiduamente en las revistas de filología románica de toda Europa. Contribuyó al homenaje de Ramón Menéndez Pidal con un trabajo sobre Versi spagnuoli di mano di Pietro Bembo e di Lucrezia Borgia serbati da un códice ambrosiano.

## Fuente
- Germán Bleiberg y Julián Marías, Diccionario de literatura española. Madrid: Revista de Occidente, 1964 (3.ª ed.).